# Protohermes xingshanensis
Protohermes xingshanensis är en insektsart som beskrevs av X.-y. Liu och Ding Yang 2005. Protohermes xingshanensis ingår i släktet Protohermes och familjen Corydalidae. Inga underarter finns listade i Catalogue of Life.